# District de Koivukylä

Le district de Koivukylä (en finnois : Koivukylän suuralue) est un district de Vantaa, une des principales villes de l'agglomération d'Helsinki en Finlande.

## Présentation
Le district est composé des quartiers Koivukylä, Ilola, Asola,  Rekola, Havukoski et Päiväkumpu,.
| N°, | Nom        | Habitants (1.1.2015) , | Superficie (km2) | Densité |
| --- | ---------- | ---------------------- | ---------------- | ------- |
| 70  | Koivukylä  | 3 435                  | 1,6              | 2 107   |
| 71  | Ilola      | 4 667                  | 3,9              | 1 203   |
| 72  | Asola      | 3 953                  | 3,4              | 1 180   |
| 73  | Rekola     | 2 854                  | 1,6              | 1 818   |
| 74  | Havukoski  | 8 141                  | 2,9              | 2 788   |
| 75  | Päiväkumpu | 4 018                  | 3,4              | 1 192   |
|     | Total      | 27 068                 | 16,7             | 1 618   |

## Galerie

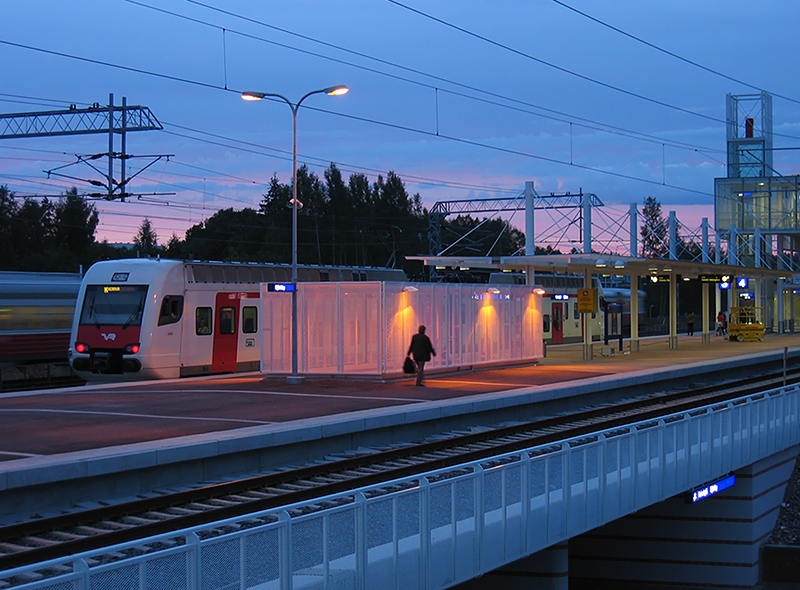
La gare de Koivukylä.
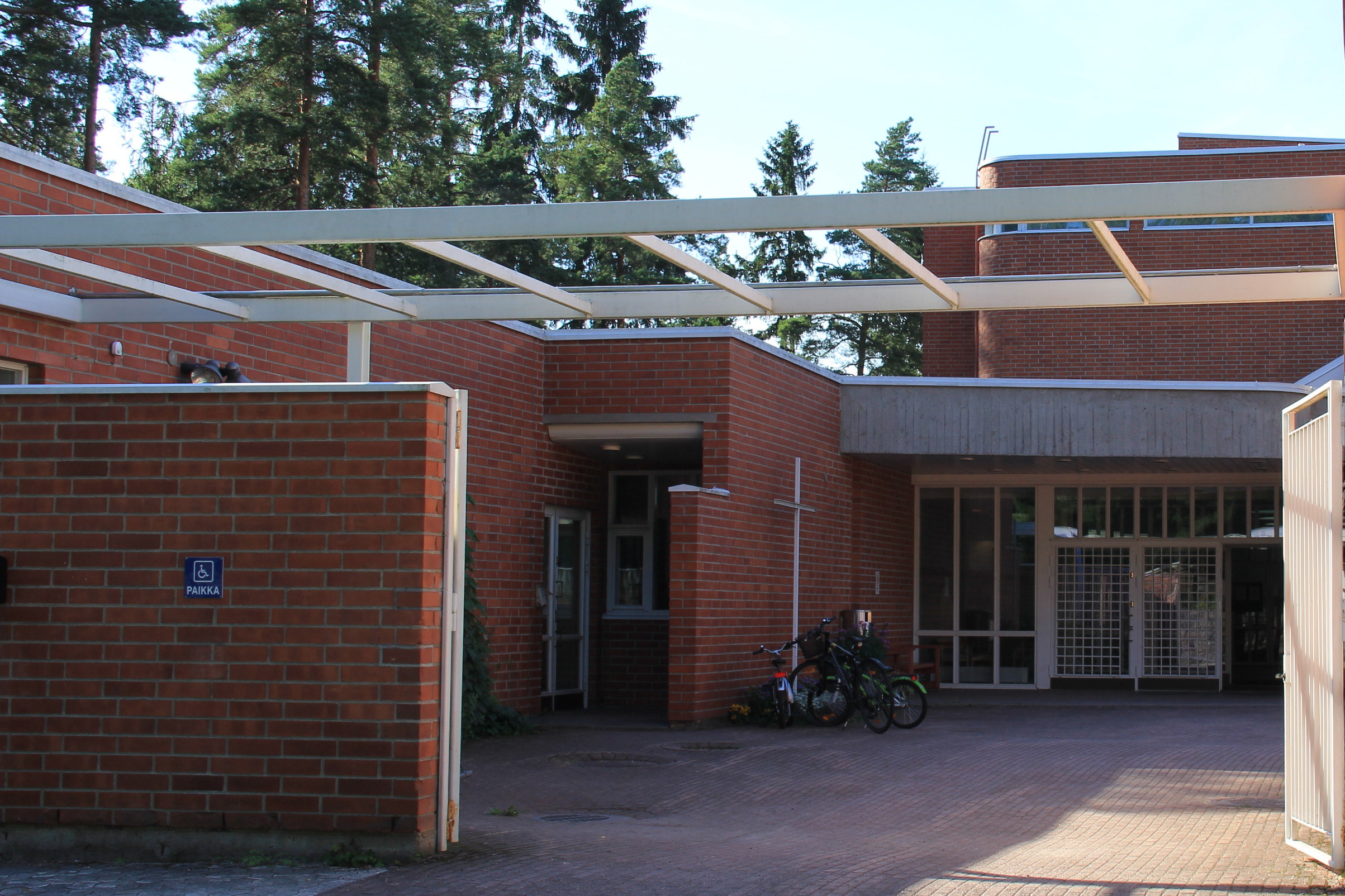
Eglise de Rekola.
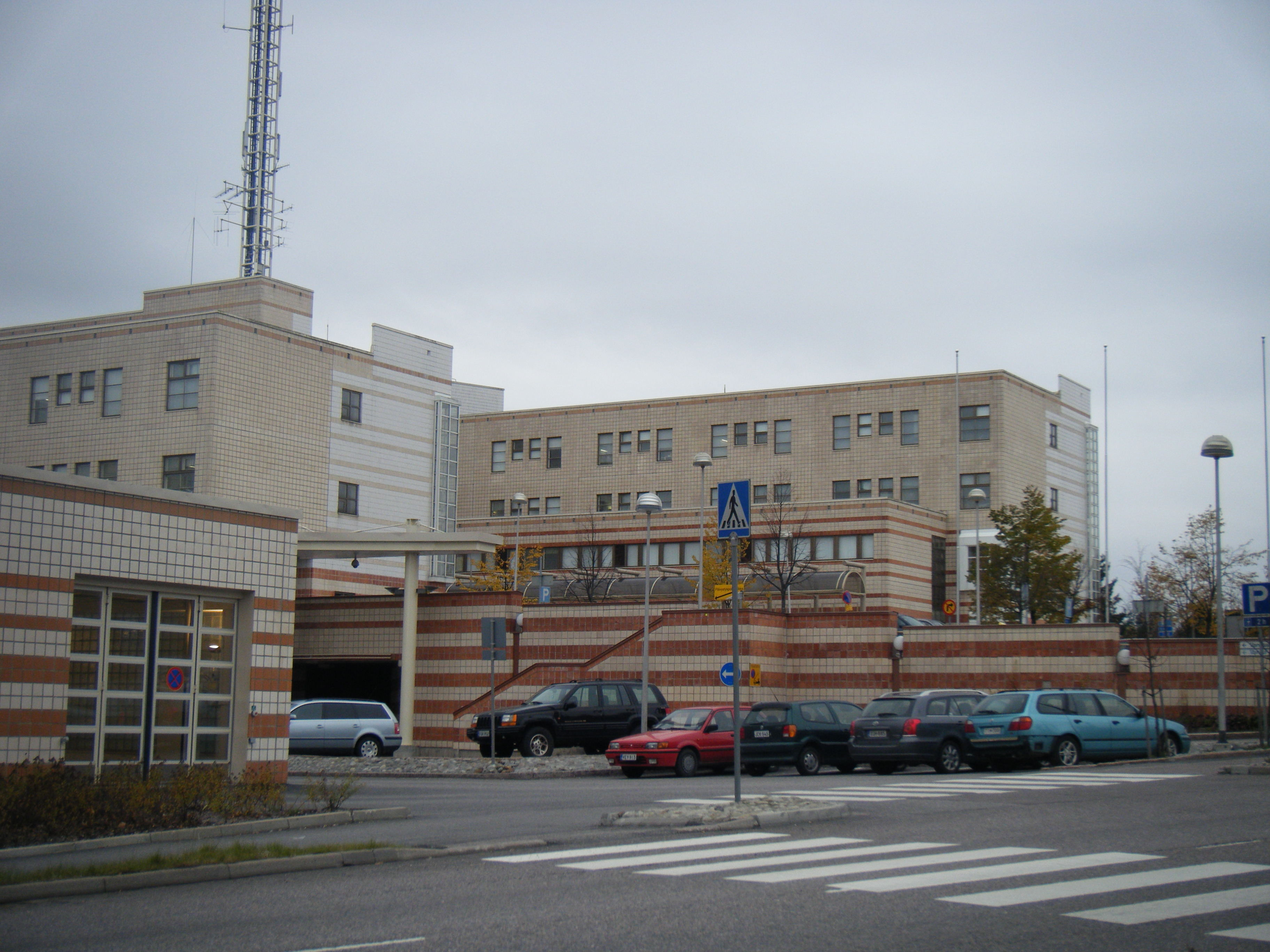
Hôpital de Peijas.